# Llaneras de Toa Baja 2010
Questa voce raccoglie le informazioni riguardanti le Llaneras de Toa Baja nella stagione 2010.

## Organigramma societario
Area direttiva
- Presidente: Martín Rosado

Area tecnica
- Allenatore: Juan Carlos Núñez
- Assistente allenatore: Gabriel Rodríguez

## Rosa
| N° | Nome              | Ruolo | Data di nascita   | Nazionalità sportiva |
| -- | ----------------- | ----- | ----------------- | -------------------- |
| 1  | Elena Martínez    | L     | -                 | Porto Rico           |
| 2  | Shara Venegas     | L     | 18 settembre 1992 | Porto Rico           |
| 3  | Yeimily Mojica    | P     | 28 marzo 1990     | Porto Rico           |
| 4  | Camila Saadé      | S/O   | -                 | Porto Rico           |
| 5  | Elimari Escalante | P     | 25 marzo 1989     | Porto Rico           |
| 6  | Cynthia Díaz      | C     | -                 | Porto Rico           |
| 7  | Laudevis Marrero  | C     | 3 agosto 1987     | Porto Rico           |
| 9  | Stacey Gordon     | S     | 2 ottobre 1982    | Canada               |
| 10 | Graciela Márquez  | S     | 23 maggio 1978    | Porto Rico           |
| 11 | Cassandra Busse   | S/O   | 15 gennaio 1982   | Stati Uniti          |
| 12 | Aricelis Silva    | S     | -                 | Porto Rico           |
| 13 | Jennifer Joines   | C     | 23 novembre 1982  | Stati Uniti          |
| 16 | Tibisay Rodríguez | P     | -                 | Porto Rico           |
| 18 | Loany Torres      | S     | -                 | Porto Rico           |

## Statistiche

### Statistiche di squadra
| Competizione | Punti | In casa | In casa | In casa | In trasferta | In trasferta | In trasferta | Totale | Totale | Totale |
| Competizione | Punti | G       | V       | P       | G            | V            | P            | G      | V      | P      |
| ------------ | ----- | ------- | ------- | ------- | ------------ | ------------ | ------------ | ------ | ------ | ------ |
| LVSF         | 43    | -       | -       | -       | -            | -            | -            | 37     | 29     | 8      |
| Totale       | -     | -       | -       | -       | -            | -            | -            | 37     | 29     | 8      |

G = partite giocate; V = partite vinte; P = partite perse